# Serra de Daró
Serra de Daró és un municipi català de la comarca del Baix Empordà, província de Girona.

## Geografia
- Llista de topònims de Serra de Daró (Orografia: muntanyes, serres, collades, indrets..; hidrografia: rius, fonts...; edificis: cases, masies, esglésies, etc).

| Entitat de població  | Habitants (2023) |
| Serra de Daró        | 189              |
| Sant Iscle d'Empordà | 48               |
| Font: Idescat        |                  |

Ja és documentat l'any 1017 amb el nom de Serra. Les cases estan distribuïdes entorn de l'església parroquial sense una disposició urbanística clara. Està emplaçat a tocar una cruïlla de carreteres direcció Parlavà, Torroella i la Bisbal.
Els límits del terme municipal de Serra de Daró, són al nord amb Verges i la Tallada d'Empordà, a l'est amb Fontanilles i Ullastret, al sud amb Ullastret i a l'oest amb Parlavà, Ultramort i Ullastret. Té agregat el nucli de Sant Iscle d'Empordà,
S'estén just a l'esquerra del riu Daró, damunt d'un turonet el suficient elevat per evitar les freqüents pujades del cabal del riu en èpoques de pluja. De fet, fins a la segona meitat del segle passat aquest riu tenia un curs molt més allunyat, cap al sud, i buidava les seves aigües a l'estany d'Ullastret, actualment dessecat.
El principal edifici, l'església parroquial de Santa Maria, és de l'any 1096. Va ser totalment reconstruïda a partir de 1881, data que figura a la façana, i consagrada pel bisbe Tomàs Sivilla el 1884. És un gran edifici, d'un estil poc definit però amb detalls decorats neoclàssics. El seu campanar, del segle xvii, és l'únic que en resta d'època anterior; la seva coberta, en forma de piràmide, no sobrepassa l'alçada que té la teulada del temple.
Fins a la publicació del Reial Decret de 27 de juny de 1916 el municipi es deia simplement Serra.

## Demografia
| 1497 | 1553 | 1787 | 1887 | 1900 | 1920 | 1950 | 1970 | 2010 | 2024 |
| 31   | 33   | 227  | 315  | 311  | 303  | 311  | 264  | 209  | 229  |